# Карстен Лаурітцен
Карстен Лаурітцен (дан. Karsten Lauritzen; 14 жовтня 1983, Логстор, Вестіммерланн) — данський політик, член партії «Венстре», міністр податків і зборів Данії з 2015 року.

## Біографія

### Раннє життя і освіта
Карстен Лаурітцен народився та виріс у місті Логстор. Його батько Йенс Лаурітцен — фермер і колишній мер міста муніципалітету Логстор та муніципалітету Вестіммерланд. Карстен Лаурітцен здобув середню освіту в гімназії Фієррітслева та ступінь бакалавра з державного управління в Ольборзькому університеті.

### Політична кар'єра
Карстен Лаурітцен розпочав свою політичну кар'єру як член молодіжного крила партії Венстре. Пізніше він був заступником голови Молодіжної Венстере з 2003 по 2005 рік, а потім головою з 2005 по 2007 рік. Лаурітцен був обраний до парламенту Данії в рамках загальних виборів Данії в 2007 році. У парламенті Данії він був представником комітету інтеграції та розвитку, а також спікером Ліберальної партії Данії. Він став міністром податків і зборів Данії 28 червня 2015 р. у складі Кабінету міністрів Ларса Люкке Расмуссена II. Він продовжив обіймати цю посаду і в кабінеті Ларса Люкке Расмуссена III.